# Bodeninformationssystem
Bodeninformationssysteme (abgekürzt BIS) werden in Westeuropa etwa seit den späten 1980er Jahren aufgebaut. Sie zählen zur Gruppe der landwirtschaftlichen Geoinformationssysteme (siehe auch Raumbezogenes Informationssystem und Landinformationssystem) und enthalten genau verortete Daten der Bodenkunde und des oberflächennahen Wasserhaushalts, in Deutschland meist auch solche der Geologie.
In diesem Zusammenhang versteht man als Boden in Deutschland „alle Bereiche der Erdoberfläche, in die der Mensch durch seine Tätigkeit eingreift.“ In den Alpenländern wird der Begriff Boden enger gefasst (siehe Definition von W. Blum im Übersichtsartikel Bodenkunde) und der Inhalt von Boden-Infosystemen im Wesentlichen auf den organischen Boden – d. h. bis etwa 1 Meter Tiefe – beschränkt. Dies hängt u. a. mit den Geländeverhältnissen und der komplizierteren Geologie der Alpen zusammen, für deren Kartierung die geologischen Bundesanstalten tätig werden.
Wegen der Vielfalt der Böden, des Klimas und anderer Einflüsse sind Bodeninformationssysteme sehr komplexe, nur in interdisziplinärer Kooperation aufbaubare Gebilde. Wo sie über pedologische Daten hinausgehen, sind sie oft in einzelne verschiedene Fachinformationssysteme gegliedert, insbesondere in Bodenkartierung, Geologie, Hydrogeologie, Bodenmechanik und Umweltüberwachung.

## Daten zur Bodenkunde
Ein Bodeninformationssystem im engeren Sinn, wie es z. B. in Österreich und der Schweiz üblich ist, enthält
- Daten zur örtlichen Verbreitung der Bodentypen und ihrer Eigenschaften:
  - standortbezogene Bodenarten und ihr geologisches Ausgangsgestein
  - Bodenaufbau (Bodenhorizonte), Humusgehalt, pH-Wert, Bodenporosität und Bodenschwere)
- Gelände (Reliefform, Hangneigung, Exposition usw.)
- Ökologische Wasserverhältnisse, Tag-, Hang- und Grundwasser
- Erosionsneigung, Bodenverdichtung, Befahrbarkeit
- Belastung mit Nitraten, sonstigen Schadstoffen und Schwermetallen
- Klimadaten (mittl. Temperaturen, Niederschlag, Wind, Schneelage)
- Abgeleitete Daten wie Fruchtbarkeit, Bedarf an Düngung usw. – siehe auch Bodenschätzung,

Für die einzelnen Bodenhorizonte:
- Abgrenzung und Mächtigkeiten
- Stratigraphie, Bodenstruktur, Durchwurzelbarkeit, allfällige Bodenverdichtung
- Humus (Gehalt und Form), Korngrößen
- Karbonat-Gehalt, chemische Bodenreaktion.

Traditionell werden aufgrund der entnommenen (gestochenen oder gebohrten) Proben sogenannte Bodenkarten erstellt, die den Landwirten neben der Bodenart auch Bodenbelastungen oder die Erosionsgefährdung zeigen können.

## Weitere Daten und Institutionen
Bodeninformationssysteme im weiteren Sinn – wie sie in Deutschland üblich sind – umfassen neben den reinen Bodendaten auch solche zur Beschreibung
- des geologischen Aufbaus der obersten Erdkruste
- zur Hydrogeologie, Erosionsneigung
- Ingenieurgeologie, Belastbarkeit, Bodenmechanik
- und teilweise der Geochemie und biologischer Analysen.

Die Primärdaten der diversen Messungen, Bohrungs-Beschreibungen und Analysedaten werden zu Sekundärdaten, indem sie klassifiziert und generalisiert werden. Daraus entstehen Karten verschiedener Maßstäbe und Themen.
Die deutschen Bodeninformationssysteme werden im Wesentlichen durch die Staatlichen Geowissenschaftlichen Dienste der Bundesländer aufgebaut und betrieben. Bekannte Beispiele sind das BIS-NRW oder das
Niedersächsische Bodeninformationssystem NIBIS.
In Österreich war die Zuständigkeit für die Bodenkartierung bis etwa 2000 zwischen agrarischen und forstlichen Bundesanstalten geteilt: Bundesamt für Bodenwirtschaft und Forstliche Bundesversuchsanstalt (FBVA), wozu noch die – organisatorisch zwar getrennte, aber in Kooperation entstehende – Finanz-Bodenschätzung kam.
Seit 2002 ist die gesamte Bodenkartierung im Bundesamt und Forschungszentrum für Wald (BFW) konzentriert.